# Danh sách bộ phim Costa Rica nổi tiếng
Dưới đây là danh sách các bộ phim Costa Rica nổi tiếng:
- Alsino và lòng vị tha (1982)
- Asesinato en el Meneo (2001)
- Bonne année (2006)
- Brinca brinca la cuerdita (1995)
- C'est comme ça (2005)
- Calera, La (1998)
- Chúng ta là những thiên thần (1996)
- El Camino (2007)
- Caribe (2004)
- Cielo Rojo (2008)
- Costa Rica, S.A. (2006)
- Doble llave y cadena (2005)
- En el nombre del pueblo (2000)
- Eulalia (1987)
- Gestación (2009)
- Et Hjørne af paradis (1997)
- La Insurrección (1980)
- It's a Jungle Out There... An Independent Film in Costa Rica (2004)
- El Loco, Cacharro y su capitán (2002)
- Marasmo (2003)
- Tình yêu chúng mình (2006)
- Morirás con el sol (Motociclistas suicidas) (1973)
- Mujeres apasionadas (2003)
- NICA/raguense (2005)
- Nicaragua: Tổ quốc tự do hay là chết ? (1978)
- Nuestro pan de cada día (2001)
- Paso a paso: A sentimental journey (2006)
- Password: Una mirada en la oscuridad (2002)
- El Pecas (2004)
- La Pension (1999)
- El Retorno (1930)
- Saber quién echó fuego ahí (2005)
- El Sanatorio (2010)
- La Segua (1984)
- Síncope (2003)
- Tropix (2002)
- World Sex Tour 12: Costa Rica (1997)